# Cripta (film)
 Cripta  este un film românesc din 2014 regizat de Cornel Gheorghiță. Rolurile principale au fost interpretate de actorii Serge Riaboukine, Camelia Pintilie, Gabriel Spahiu.

## Prezentare
Un om de afaceri francez, Leduc (interpretat de Serge Riaboukine) este prezentat în deschiderea filmului ca având largi posibilități financiare întrucât ajunge la reședința sa foarte sofisticată din Munții Pirinei cu un elicopter. În același timp, în România, Leduc este implicat în renovarea unui vechi cartier din stațiunea Băile Herculane. Împreună cu colaboratorul său român, Popescu, interpretat de Gabriel Spahiu, inspectează diverse clădiri ale grupului de case din acel cartier abandonat.
În subsolul uneia dintre clădiri, inginerul de șantier, vărul lui Popescu, descoperă o veche frescă datând probabil de pe vremea romanilor. Aceasta înseamnă clasarea frescei în patrimoniul național, iar pentru proiect înseamnă ca lucrările de renovare să fie întârziate sau chiar blocate și abandonate. Leduc încearcă de unul singur să rezolve „micul inconvenient” prin stropirea frescei cu benzină și apoi dându-i foc. În timpul actului criminal, se aud voci, de care francezul se teme că ar putea fi a unor oameni care i-ar deconspira actul, dar de fapt rămâne blocat în incinta imobilului, întrucât ușile și feresrele acestuia sunt zidite, iar poarta principala este închisă.
Captiv, precum Robinson Crusoe pe insula sa, omul de afaceri francez încearcă să scape prin deschiderea ușii, dar toate încercările sale sunt nereușite. Similar, nici cei cu care ajunge ocazional în contact nu îl ajută defel; dimpotrivă par a fi fie complet neînțelegători ai situației de captivitate a francezului, fie doresc a-l extorca de bani. Rând pe rând, o doamnă în vârstă, deranjată mintal, care dorește să hrănească o pisică, o fată, aceeași fata cu trei băieți și un cuplu tânăr apar și dispar în gangul intrării acoperite a clădirii, dar niciunul dintre aceștia nu îi deschide ușa „prizonierului.” 
În final, tânăra femeie, cere se prezintă a fi Cătălina, reapare singură, de data aceasta, și dorește să-l stoarcă de bani pe francez, dovedind, în același timp, că este mult mai educată decât prostituata avidă de bani, în care pozează. Vorbește cu „prizonierul” în franceză standard, dovedind că este altceva decât ceea ce dorește a fi imaginea sa. Apoi, Cătălina, dorind a mări miza eliberării ostatecului, dispare și reapare de alte două ori. Ultima dată, Leduc nu este de găsit, fiind în căutarea unei ieșiri prin imobilele învecinate, în care reușise să se intre, să se plimbe și să exploreze. Tânăra intră în clădire, constată că francezul nu este de găsit, îi fură portofelul și, la ieșire, ezită în a-i lăsa ușa deschisă sau închisă. 
După ceva timp, în care Leduc explorase tot ce putuse, incluzând un canal de colectare al apei potabile de pe munte, unde ieșirea fusese blocată de o poartă de bare de fier, similară cu cea de la intrarea imobilului, francezul se întoarce în curtea inițială, pe banca pe care adesea șezuse și dormise, unde realizează, într-un târziu, că ușa din bare de fier care-i barase accesul la libertate, este deschisă.

## Distribuție
Distribuția filmului este alcătuită din:
- Serge Riaboukine — Leduc
- Gabriel Spahiu — Popescu
- Sanda Toma — Bătrâna
- Camelia Pintilie — Cătălina
- Constantin Florescu — Cristiano
- Liviu Cociuba — băiatul numărul unu
- Patricia Poslunic — fata
- David Condrea — băiatul numărul doi
- Vasile Popa — băiatul numărul trei